# Jacopo Zucchi
Jacopo Zucchi, o Iacopo di maestro Pietro Zucca (1542 circa – 1596 circa), è stato un pittore italiano.
Allievo di Giorgio Vasari, divenne il suo principale collaboratore: partecipò alla decorazione del Salone dei Cinquecento e dello Studiolo di Francesco I in Palazzo Vecchio a Firenze; nel 1572 si stabilì a Roma, dove eseguì gli affreschi per il palazzo e la villa del cardinale Ferdinando de' Medici. Numerose anche le opere a soggetto sacro realizzate per le chiese della capitale (Santissima Trinità dei Pellegrini, Santo Spirito in Sassia).

## Biografia

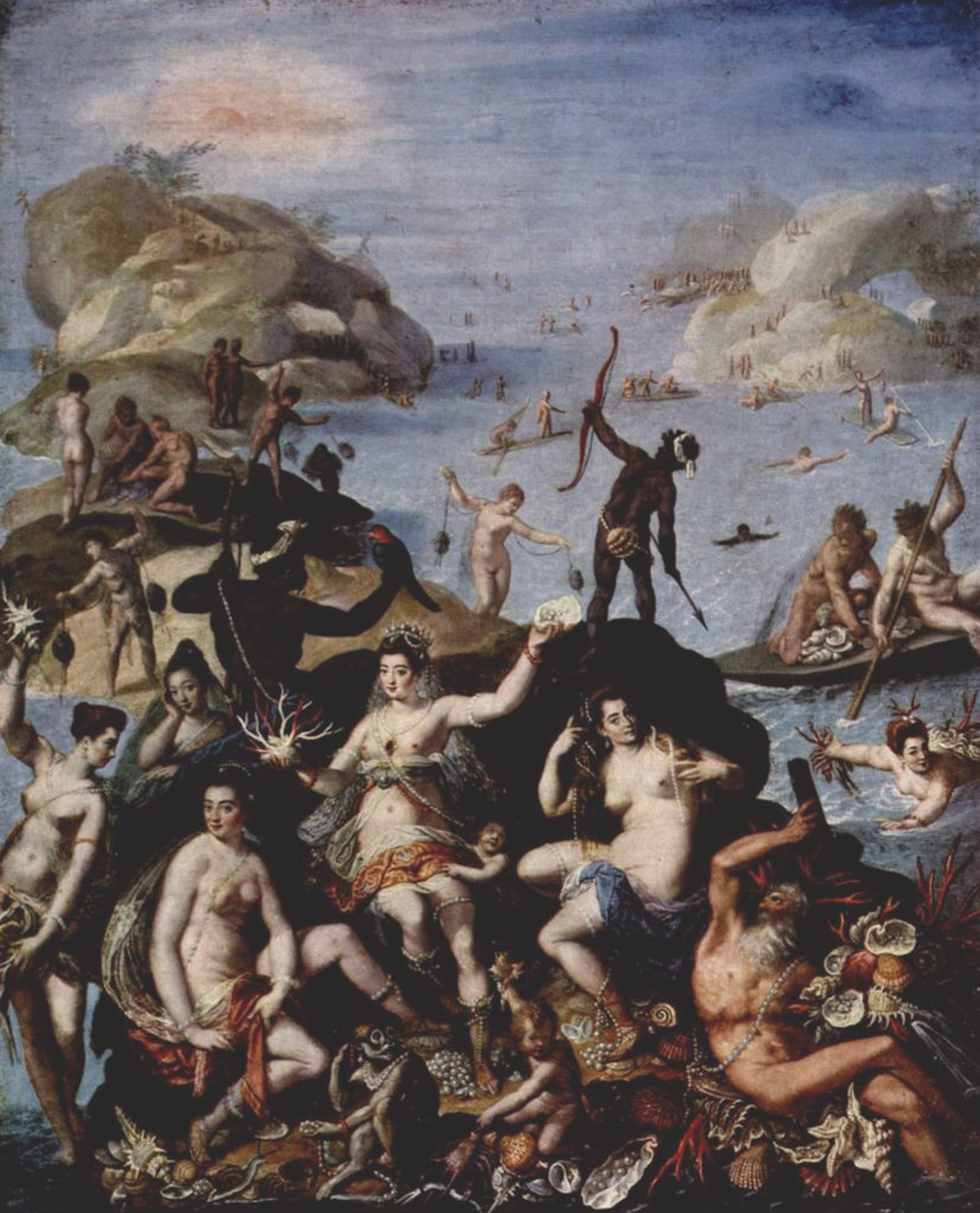
Jacopo Zucchi, Pesca dei Coralli (1585), Roma, Galleria Borghese

Le prime notizie su Iacopo di maestro Pietro Zucca risalgono al breve profilo biografico che il suo maestro Giorgio Vasari ne tracciò nella sua seconda edizione delle Vite: secondo l'aretino, il pittore avrebbe avuto venticinque o ventisei anni nel 1568. Doveva essere arrivato ancora bambino a Firenze da qualche città del ducato: del suo nome, infatti, non vi è traccia nei registri dei battezzati conservati nell'Archivio dell'Opera del Duomo di Firenze. Potrebbe essere stato figlio di Piero di Francesco di Donnino del Zucha († 1571), che il 4 marzo del 1551 giunse nel capoluogo toscano per ricoprirvi l'ufficio di capomaestro dei Capitani di Parte Guelfa.
A partire dal 1557 (al 31 maggio di quell'anno risale il primo pagamento noto all'artista) collaborò con il Vasari nella decorazione dei Quartieri di Palazzo Vecchio a Firenze, impresa che lo vide impegnato fino al 24 settembre del 1565. Significativo fu il contributo dello Zucchi alla realizzazione delle Allegorie delle città del dominio nel soffitto del Salone dei Cinquecento. Grande l'influenza esercitata in questi anni sul giovane pittore dal Giovanni Stradano, anch'egli impiegato nel cantiere, che portò lo Zucchi ad allontanarsi dall'accademismo vasariano: la lezione del manierista fiammingo si rivelò fondamentale soprattutto per i dipinti di piccolo formato realizzati per Francesco de' Medici su invenzione di Vincenzo Borghini (Quadro di Virtù et Fortuna).
Nel 1563 venne ammesso all'Accademia fiorentina del Disegno: venne coinvolto con i suoi compagni dell'Accademia nella realizzazione degli apparati per le esequie di Michelangelo (per le quali realizzò il dipinto con la Storia della vigna del papa) e per le nozze tra il principe Francesco de' Medici, figlio del granduca Cosimo, e Giovanna d'Austria (tela con la Consegna delle chiavi del porto di Livorno).
Continuò comunque a collaborare assiduamente con il Vasari alla realizzazione delle grandi pale d'altare commissionate al maestro aretino tra il 1566 e il 1567 (l'Adorazione dei Magi per la chiesa di Santa Croce a Bosco Marengo, voluta da papa Pio V, la Crocifissione secondo sant'Anselmo per Santa Maria Novella, l'Incoronazione della Vergine di Arezzo, l'Assunzione e santi per la Badia Fiorentina, la Pentecoste per la chiesa di Santa Croce); pressato dagli impegni, nel 1568 Vasari iniziò a delegare ai più fidati allievi la traduzione pittorica delle sue invenzioni e allo Zucchi venne affidata la realizzazione di due tele per la confraternita di San Rocco (oggi presso il Museo statale d'arte medievale e moderna di Arezzo), della pala per l'altare fatto edificare a spese di Andrea Pasquali in Santa Maria Novella (Resurrezione con i santi Cosma, Damiano, Giovanni Battista e Andrea) e di quella con la Madonna del Rosario per frate Angelo Malatesti di Pistoia.
Nel 1570 fu attivo, assieme ai maggiori esponenti del manierismo internazionale, nel cantiere dello studiolo di Francesco I in Palazzo Vecchio: in questo contesto strinse un proficuo rapporto di amicizia con il Giambologna, probabile soggetto di un suo ritratto di scultore (oggi perduto) già conservato nella collezione Reitlinger di Londra. Assieme al Poppi, Zucchi si occupò della decorazione della volta ed eseguì la tavola col la Miniera d'oro destinata ad anta di uno degli armadi dello scrittoio.
Nel dicembre del 1570 Zucchi giunse con il Vasari a Roma, dove lavorò, su incarico di Pio V, agli affreschi per le tre cappelle di San Michele, San Pietro Martire e Santo Stefano della Torre Borgia in Vaticano; collaborò anche alla realizzazione delle pale d'altare per le cappelle (la sua impronta è particolarmente visibile nel Martirio di santo Stefano, oggi nella Pinacoteca Vaticana). Fu probabilmente in questo periodo che il cardinale Ferdinando de' Medici, futuro granduca, iniziò a prendere in considerazione l'ipotesi di affidare al giovane artista la decorazione dei suoi palazzi romani, approfittando del fatto che lo Zucchi, ormai più che trentenne, desiderasse svincolarsi dal suo maestro. Rientrò a Firenze nel luglio del 1571 per dedicarsi al completamento della decorazione a fresco del Salone dei Cinquecento. L'ultima scena di battaglia, quella di Marciano in val di Chiana, venne conclusa il 15 dicembre dello stesso anno.

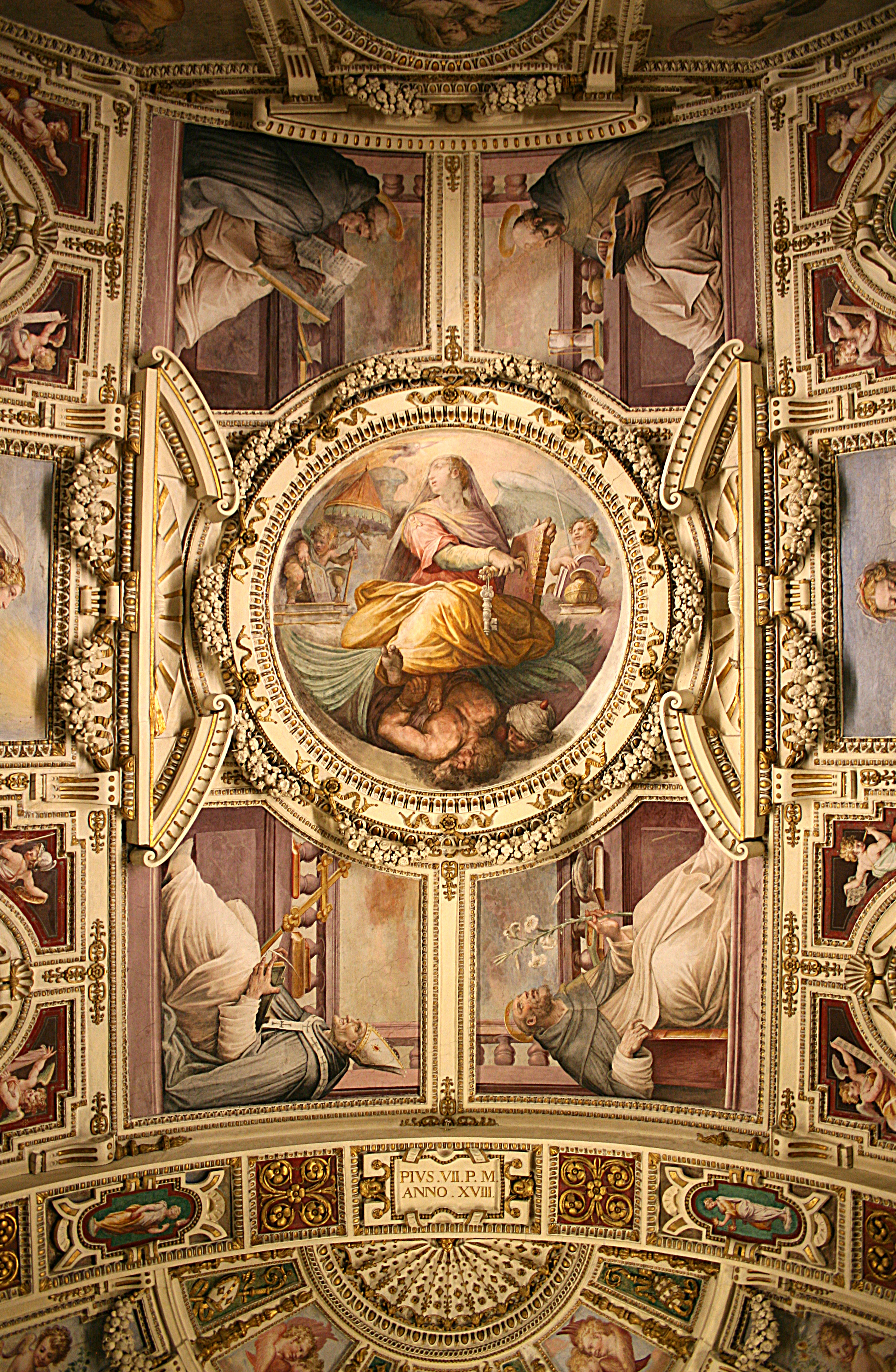
Cappella San Pio V - Palazzo Apostolico

Zucchi si trasferì stabilmente a Roma nella primavera del 1572 ed entrò al servizio del cardinale Ferdinando, figlio cadetto del granduca Cosimo I: lo seguì il fratello minore Francesco, anch'egli pittore. Il primo incarico affidato dal cardinale all'artista fu la decorazione della sua residenza cittadina (oggi Palazzo Firenze), nel Campo di Marte, già appartenuto ai familiari papa Giulio III. Zucchi realizzò alcuni fregi con storie dell'Antico Testamento, le decorazioni della sala di Diana e soprattutto quella della sala degli Elementi, permeata di riferimenti cosmogonici. Desideroso di indipendenza, diversamente dal Vasari, il pittore non ricorse a un autore umanista (come il Borghini) per la concezione programmatica delle immagini: si servì della sua conoscenza dei modelli recenti (i dipinti di soggetto simili di palazzo Farnese a Caprarola e dello Studiolo di Francesco I in palazzo Vecchio) e degli scritti mitografici di Annibal Caro, Boccaccio e Vincenzo Cartari.
Per la decorazione della villa del Pincio, già appartenuta al cardinale Giovanni Ricci, acquistata da Ferdinando de' Medici nel 1576, il committente volle invece affiancare allo Zucchi l'umanista Pietro Angeli da Barga: sotto la guida dell'Angeli, il pittore affrescò la stanza degli Uccelli e lo stanzino di Aurora: realizzò anche numerosi quadretti di soggetto allegorico, su tavola o rame, per lo Studiolo in noce del cardinale, che costituiscono la parte più suggestiva della sua produzione.
A partire dalla seconda metà degli anni settanta del Cinquecento iniziò a ottenere numerose commissioni per chiese e conventi, soprattutto grazie al suo potente mecenate: realizzò una Messa di san Gregorio per la chiesa di Trinità dei Pellegrini, degli affreschi per la cappella Ghisleri in San Silvestro al Quirinale, per l'abside di Santo Spirito in Sassia e per Santa Maria in Via, un polittico per la chiesa parrocchiale INSIGNE COLLEGIATA di San Michele Arcangelo a Vallecorsa, due pale per la basilica di Santa Maria Maggiore e altri dipinti per la cattedrale di Sutri, per la chiesa di Santa Maria della Pace, per San Clemente.
Tra il 1584 e il 1587 realizzò la decorazione dell'appartamento nobile e della galleria di villa Medici. Agli inizi degli anni novanta risale la sua ultima grande fatica: gli affreschi per la galleria di palazzo Rucellai (ora Ruspoli) a Roma.
Morì, probabilmente, agli inizi del 1596.

## Opere
- Età dell'oro, Uffizi
- Età dell'argento, Uffizi